# ギガ連射
株式会社ギガ連射（キガれんしゃ）は、北海道札幌市に本社を置く日本の企業。コンピュータゲームの開発を主な業務とする。

## 概要
主にPCやスマートフォン用のブラウザゲームソフトの開発に携わっている。代表的なタイトルとしてクターシリーズが知られており、スマートフォン向けコンテンツとして『桜金魚すくい」』等もリリースしている。
1999年7月に有限会社ビジネスクラブとして創業。当時の代表であった小林が、以前同じソフトメーカーに勤務していたメンバーを誘い結成された。同年12月「ギガ連射」に改名。2000年6月の取材時にはプログラマー2人とデザイナー3人により活動していたが、当時リリースしていたのはフリーゲームのみであったため収入はなく、すべてのメンバーが兼業していた。2002年6月に株式会社となる。

## 沿革
- 1999年[4]
  - 7月9日 - 有限会社ビジネスクラブ設立。
  - 12月6日 - 有限会社ギガ連射へ商号変更。公式サイトのβ版を公開。クターのナワトビをリリース。
- 2000年[5]
  - 1月11日 - 公式サイトを正式公開。
  - 1月31日 - クターの一気ノミをリリース。
  - 2月21日 - まぐまぐよりギガ連射マガジンの配信を開始。
  - 6月7日 - オンラインソフトウェア大賞2000にクターシリーズが入賞。
  - 7月18日 - エニックスとの共同企画であるクターのアスレチックワールドをリリース。
  - 9月 - 『マイコンBASIC MAGAZINE』にて「ギガ連射つつうらら」の連載を開始。
  - 9月27日 - ローカスよりファンブック『すきすきクター』を発売。
  - 12月18日 - ローカスよりポストカードブック『すきすきクター アイムハングリーの巻』を発売。
  - 12月23日 - 2000年窓の杜大賞にてクターシリーズが話題賞を受賞。
- 2001年[6]
  - 3月1日 - i-modeサイト「ケータイテクノアイランド」を公開。
  - 4月1日 - 『できるインターネット』5月号より「クターNEWS」の連載を開始。
  - 7月23日 - ジェイティービーとの共同企画であるクターのタビペロをリリース。
  - 10月17日 - ボーダフォン公式サイト「どこでもクター」を開設。
- 2002年[7]
  - 3月15日 - ボーステックより『クターのタイピングワールド』を発売。
  - 4月8日 - クター公式サイトが独立。
  - 6月11日 - 株式会社ギガ連射へ組織変更。
  - 7月9日 - ナカジマコーポレーションよりクターのぬいぐるみ等を発売。
  - 11月1日 - NTTドコモ公式サイト「どこでもクター」を開設。
- 2003年[8]
  - 4月17日 - auの「ｅゲーム大好き！」にて「クターのナワトビDX」等をリリース。
  - 10月7日 - セブンイレブンのネットワークプリントサービス「ピクチャン」にてクターのオリジナルカレンダーを発売。
- 2004年[9]
  - 4月8日 - au公式サイト「どこでもクター」を開設。
- 2005年[10]
  - 7月12日 - 香港向け携帯電話サイト「Kutar's Home／Kutar之天國」を開設。
  - 8月9日 - 初のウェブ用Flashゲームである｢クターのフープ｣をリリース。
- 2007年[11]
  - 4月12日 - SIMPLEシリーズAwards2007において『THE 金魚すくい』がMobile GRAND PRIXを獲得[12]。
  - 5月1日 - ソフトバンクYahoo!ケータイ版「どこでもクター」を開設。
- 2009年[13]
  - 3月2日 - mixiモバイルの「ピコミク」にて「クターのeco2 ピコミクVer」をリリース。
- 2010年[14]
  - 1月21日 - 公式Twitterを開始。
  - 4月21日 - iOSアプリ『桜金魚すくい』がリリースされる[15]。
- 2012年[16]
  - 1月24日 - iOSアプリ『マスク・オブ・ライオン』がリリースされる。
  - 3月1日 - オフィスを移転。
  - 4月11日 - Facebookにクター公式ページを開設。
  - 7月17日 - Google PlayにてAndroidアプリ『TECHNO TRANCER Rev3.0』がリリースされる。
- 2014年[16]
  - 2月28日 - カカオトークで韓国向けソーシャルゲーム「クターといっしょ！for Kakao」の配信を開始。
  - 8月4日 - クター公式サイトが会員制となる。
  - 9月17日 - クターのLINEスタンプを発売。
- 2015年[16]
  - 2月28日 - iOSアプリ『DREAM BEAT!』がリリースされる。